# انتروکولیت نکروزان
انتروکولیت نکروزان (به انگلیسی: Necrotizing enterocolitis) یکی از شایع‌ترین اورژانس‌های جراحی-پزشکی دستگاه گوارش در نوزادان است. یک بیماری حاد التهابی با فاکتورها و علل بحث برانگیز، شرایطی که با درجات متفاوتی از آسیب، شامل تنها آسیب مخاطی، نکروز تمام ضخامت و پارگی روده همراه است.
انتروکولیت نکروزان یک مشکل بالینی جدی است که در ۱۰ درصد از نوزادان با وزن زیر ۱۵۰۰ گرم اتفاق می‌افتد و میزان مرگ‌ومیر ۵۰ درصد یا بیشتر است. اگرچه این بیماری بیشتر در نوزادان نارس رخ می‌دهد اما این شرایط در نوزادان رسیده نیز دیده شده‌است.
انتروکولیت نکروزان بیشتر بخش پایانی دراز روده (ایلئوم) و آغازین کولون بالارونده را درگیر می‌کند ولی می‌تواند هر بخشی از روده باریک یا کولون را درگیر کند.
انتروکولیت نکروزان در هفته‌های دوم تا سوم زندگی نوزادی که نارس است و با شیر خشک تغذیه می‌شود رخ می‌دهد. نشانه‌های کلاسیک این بیماری شامل اتساع شکم، مدفوع خونی، پنوماتوز روده‌ای می‌باشد. علائم و نشانه‌های گاهگاهی شامل عدم ثبات درجه حرارت بدن، لتارژی و دیگر یافته‌های غیر اختصاصی سپسیس.

## علائم بیماری
انتروکولیت نکروزان در دستگاه گوارش رخ می‌دهد و در موارد شدید می‌تواند سایر اعضای بدن را تحت تأثیر قرار دهد علائم اولیه می‌تواند گول‌زننده باشند و شامل یک یا بیشتراز موارد زیر می‌باشند
- عدم تحمل غذا
- تأخیر در تخلیه معده
- اتساع شکم، تندرنس شکمی، یا هر دو
- ایلئوس/ کاهش صداهای شکمی
- قرمزی جدارهٔ شکم
- دفع خون از روده‌ها (هماتوشزی)

نشانه‌های سیستمیک غیر اختصاصی‌اند و شامل ترکیبی از موارد زیر است
- آپنه
- لتارژی
- کاهش جریان خون محیطی
- شوک در مراحل انتهایی
- حوادث خونریزی‌دهنده مانند کوآگولوپاتی‌های مصرفی

## نشانه‌های غیراختصاصی آزمایشگاهی
- هیپوناترمی
- اسیدوز متابولیک
- ترومبوسیتوپنی
- لکوپنی یا لوکوسیتوزیس و شیفت به چپ نوتروپنی
- طولانی شدن زمان پروترومبین
- کاهش فیبرینوژن و بالا رفتن محصولات حاصل از شکسته شدن فیبرین

## یافته‌های رادیولوژیک
انجام مطالعات رادیولوژیک برای تشخیص انتروکولیت نکروزان الزامی است زودرس‌ترین یافته ایلئوس روده‌است که خود را به صورت ضخیم شدن قوس‌های روده و سطح مایع هوا نشان می‌دهد. پنوماتوز روده‌ای که به علت تولید گاز هیدروژن به وسیله باکتری‌های بیماری‌زا در جدار روده ایجاد می‌شود یک یافته تشخیصی برا ی انتروکولیت نوزادان است.سایر یافته شامل اتساع قوس‌های روده‌ای، وجود گاز در ورید کبدی، وجود گاز دردرون شکم در صورت پارگی روده‌است.